# Sergio Alzani
Sergio Alzani, né le 6 octobre 1937 à Soncino en Lombardie,, est un coureur cycliste italien.

## Biographie
Chez les amateurs, Sergio Alzani remporte notamment le Gran Premio Pretola en 1960 et la course Milan-Busseto en 1962. Il passe ensuite professionnel en 1963 au sein de l'équipe italienne Gazzola. Bon sprinteur, il termine neuvième du Trophée Matteotti. L'année suivante, il se classe quatrième de la première étape du Tour d'Espagne. Il met un terme à sa carrière à l'issue de cette saison.

## Palmarès

### Par année
- 1960
  - Gran Premio Pretola
- 1961
  - Circuit de Mede
- 1962
  - Milan-Busseto
  - 3e de la Coppa San Geo

### Résultats sur les grands tours

#### Tour d'Espagne
1 participation
- 1964 : abandon (9e étape)